# Bufferstrook (verkeer)

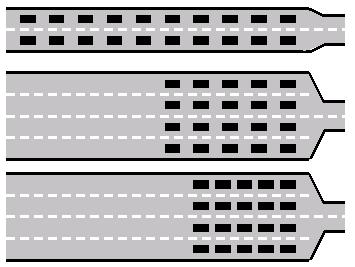
Het principe van een buffer geïllustreerd. De knelpunt-capaciteit (rechts in de figuur) blijft ongewijzigd twee rijstroken. Afhankelijk van het aantal rijstroken benedenstrooms het knelpunt wordt de file korter en breder.

Een bufferstrook is een extra rijstrook die kan worden opengesteld om te voorkomen dat een file vóór een knelpunt zo lang wordt dat hij andere verkeersstromen gaat blokkeren. Deze andere verkeersstromen zijn bijvoorbeeld verkeersdeelnemers die de weg willen verlaten of een andere richting op willen. 
De aanwezigheid van een bufferstrook zorgt voor twee effecten op de file:
- de file wordt breder (over meer stroken verdeeld en daardoor korter)
- de snelheid op een rijstrook ligt lager (in vergelijking tot de oorspronkelijke situatie), auto's kunnen hierdoor dichter op elkaar rijden, tevens met effect een kortere file.

Door de kortere file wordt voorkomen dat weggebruikers die een andere richting kiezen onnodig in de file komen te staan. Als een verkeersdeelnemer het knelpunt dus niet hoeft te passeren heeft hij geen last meer van de file. 
Belangrijk om te realiseren is dat de wegcapaciteit niet omhoog gaat omdat het knelpunt ongewijzigd blijft bestaan, en de reistijd voor bestuurders die het knelpunt willen passeren vrijwel gelijk blijft in vergelijking met een situatie zonder buffer.

## Toepassing
Op de A2 ter hoogte van knooppunt Oudenrijn is in 2002 de eerste bufferstrook geopend. Het doel is om verkeer dat wil afslaan naar de A12 (richting Den Haag of Arnhem) beter kan doorstromen. De strook heeft een lengte van 3 km en is aangelegd in de middenberm, waarbij de oorspronkelijke linker rijstrook smaller gemaakt is.
Op A4 is in 2005 tussen de afrit Leidschendam en het Prins Clausplein ook een bufferstrook aangelegd. Door het openstellen van de vluchtstrook tijdens de spits, zijn er dan twee extra rijstroken beschikbaar richting Den Haag. Bedoeling is dat de extra rijstrook de doorstroming van het verkeer in de richting Gouda/Utrecht niet meer hindert. De bufferstrook op de A4 sluit aan op de bufferstrook A12 Prins Clausplein-Voorburg. De bufferstrook gaat alleen tijdens de spits open, en de maximumsnelheid wordt verlaagd van 100 km/h naar 80 km/h ten behoeve van de verkeersveiligheid. 
rijstrook · vluchtstrook · spitsstrook · invoegstrook · uitvoegstrook · weefstrook · bufferstrook · plusstrook · wisselstrook · redresseerstrook · voorsorteerstrook · klimstrook

Doelgroepstroken: busstrook · carpoolstrook · vrachtwagenstrook · fietsstrook · passeerstrook